# Ibn Babawajh
Abu Dżafar Muhammad ibn 'Ali ibn Babawayh al-Qummi (pers. ابوجعفر محمد بن علی بن حسین بن موسی بن بابویه قمی, ur. około 923 w Komie, zm. około 991 w Rej) – perski uczony muzułmański, szyita, autor znanego i wysoko cenionego przez szyitów zbioru tradycji pt. „Man la yahduruhu al-Faqih”, będącego częścią czterech głównych prac-zbiorów hadisów islamu szyickiego.

## Życiorys
Urodził się w mieście i pobierał nauki w miejscu urodzenia, Kom w Persji. Dużo podróżował, studiował i wykładał w Bagdadzie. Skodyfikował zbiór tradycji, jest także autorem wielu prac na temat islamu. Zmarł około 991. Pochowany w Rej.

## Dzieła
Oprócz zbioru hadisów Man la yahduruhu al-Faqih, Ibn Babawajh jest autorem wielu innych, w tym zaginionych, prac:
- Kamal al-din wa tamam al-ni'mah co oznacza „perfekcja religii i koniec błogosławieństwa”[2] praca o Mahdim, oczekiwanym zbawicielu. Zawiera pytania na temat okultacji i wydarzeń po powrocie Mahdiego[3][4][5].
- Ma'ani al-Akhbar, wyjaśnia złożoność hadisów i wersetów koranicznych.
- Oyoun Akhbar Al-Ridha, dedykowana Ibn-e Ebadowi, ministrowi w służbie rodziny Bujidów, zawiera niektóre tradycje imama Ali ar-Rida.
- Al-Khisal, skupia się na moralności, jej naukowym, historycznym i prawnym pochodzeniu.
- Al-Amali, zbiór nauk Ibn Babawajhy.
- Ilal al-shara'i, odkrywa filozofię islamskich dekretów.
- Eʿteqādātal-Emāmīya, podsumowuje podstawowe doktryny islamu szyickiego.